# 傷物語
『傷物語』（キズモノガタリ）は、西尾維新による青春怪異小説。イラストはVOFANが担当している。〈物語〉シリーズ第2弾（通巻では3巻目にあたる）として講談社BOX（講談社）より2008年5月に刊行された。時系列的には化物語の「前日譚」となっている。西尾維新アニメプロジェクト第3弾として2016年よりアニメーション映画が全三部作で公開された。

## 概要
『傷物語』は、現代日本を舞台に化物が登場するライトノベル『化物語』の主人公・阿良々木暦（あららぎこよみ）が吸血鬼となった顛末が語られる物語である。主要な登場人物や舞台設定は前作『化物語』と共通しており、前作で仄めかされていた「春休み」の時期が描かれている。
前作『化物語』は第一話「ひたぎクラブ」から第五話「つばさキャット」まで全5話で構成されているが、本エピソードは第零話「こよみヴァンプ」のみとなっている。現代日本に現れた女吸血鬼と出会ったことで人ならざる者になった苦悩や、同級生・羽川翼（はねかわつばさ）との出会いと友情が語られる。前作では抑え目だったバトルシーンも存分に描かれている。
2008年2月4日に刊行された『パンドラ』vol.1 SIDE-A 2008 WINNTERに掲載され、同年5月7日に講談社BOXから単行本が刊行された。時系列的には『化物語』より前に当たるため、作者はあとがきで「『傷物語』から先に読んでも構わない」と語っている。
パッケージイラストには、本作の主要人物である美しき女吸血鬼のキスショット・アセロラオリオン・ハートアンダーブレードが描かれている。
2015年12月には劇場アニメ『傷物語』公開記念として涜葬版（特装版）が発売された。内容は同じだが、装丁が変更されている。

## あらすじ
私立直江津高校に通う阿良々木暦は高校2年生から3年生に変わる春休みの初め、同級生である羽川翼のパンチラを目撃したことがきっかけで彼女の友達になる。
その日の夜、暦はエロ本を買い出しに出た帰りに、両手両足を失い瀕死の状態にある女吸血鬼キスショット・アセロラオリオン・ハートアンダーブレードに遭遇する。恐怖から逃げだそうとするもみっともなく命乞いするキスショットに「情」が移ってしまい、暦は自らの命と引き換えにキスショットに血を吸わせることで、死に往く運命にあった彼女を助けようとする。
だが、暦は意図せず「吸血鬼の眷属」として蘇る。うっかり昼間に外出した暦は太陽光線で火だるまになるがキスショットは我が身が焼かれるのも構わずに暦を救出する。眷属化した暦と力を喪い幼女化したキスショットに助力を申し出て、潜伏先として潰れた学習塾の廃屋を提供したのは忍野メメという謎の男だった。彼は怪異の調停者で交渉人を名乗り、キスショットの四肢を奪った3人の吸血鬼ハンターから四肢を取り戻す段取りをつけ、暦が彼らと個別に対決して勝利することで四肢を奪還出来るよう取り計らう。
戦いに臨むことになった暦は急ごしらえとはいえ、合気道や野球の知識を習得していた。そんなとき、偶然にも翼と再会してしまう。自身の負った苛酷な運命に対する苛立ちと彼女を巻き込みたくないという思いから、暦は翼に対して辛く当たって突き放す。だが、翼はそんなことで簡単に引き下がったりはしなかった。吸血鬼にして吸血鬼ハンターというドラマツルギーとの戦いに臨んだ暦は一撃で四肢を吹き飛ばすドラマツルギーに苦戦するも校内に誘い込んで硬球、いや砲丸でダメージを与え、降参させる。その現場を翼に見られてしまう。
翼は暦が背負った苛酷な運命を知って協力を申し出る。だが、次の相手であるヴァンパイアハーフのエピソードとの戦いに巻き込まれ、翼は致命傷を負う。逆上した暦は羽川からのヒントを元にエピソードを完膚なきまでに叩きのめす。メメに頭を下げ、翼の助命を依頼した暦は自らの再生能力を用いて翼を救命することを教えられどうにか彼女を救うことが出来た。だが、これ以上巻き込むのは危険だった。翼も離れて見守ることを了解した上で、暦は最後の一人、人間の聖職者であるギロチンカッターとの戦いに挑むが、メメの不覚により翼が人質にされる。もはや人間としての自分を捨てる覚悟を決めた暦は圧倒的な速度と眷属の能力で卑劣なギロチンカッターを戦闘開始と同時に打ちのめし、翼を救った。
見事に3人の吸血鬼ハンターを撃退した暦だったが、戦う度に暦の中で一つの疑問が大きくなっていた。それは、眷属である自分にさえ3人の吸血鬼ハンターたちは全く歯が立たなかったにもかかわらず、なぜキスショットは3人相手に不覚をとったのか。というものである。メメに対しその疑問を口にした暦へと明かされるその答えは、メメがキスショットも気付かぬうちにその「心臓」を掠め取っていたという事実と、本来は心臓を「対価」にメメが「4人目」の対戦相手となる予定だった。という事であった。しかしメメは先述のギロチンカッター相手に翼を守れなかった不覚を恥じ、暦に負わせた計500万円の対価もチャラにするといって「心臓」を暦に委ねて姿を消す。こうして全てを取り戻したキスショットは完全復活を遂げる。戦勝の打ち上げとして小腹を満たすというキスショットの提案を受け入れた暦。だが買い出しから戻った際、そこにはキスショットに喰われ、変わり果てたギロチンカッターの姿があった。伝説の吸血鬼キスショットを完全復活させるということが何を意味するのか、暦にはきちんと理解できていなかった。血を吸わない吸血鬼は人間を捕食する。更にキスショットが翼を「携帯食」と呼んでいる事実に暦は「自分が人類の敵になった」のだと悟る。
暦は自らの死を決意するが、翼との会話の中、完全復活したキスショットを殺せるのは恐らく自分だけであるという事実に気付かされる。暦とキスショットが凄惨な殺し合いを始める中、その戦いを目撃する翼は違和感を覚える。ついにキスショットを瀕死に追いやった暦の前で、翼が語りだす違和感。それはキスショットが、元々どう阿良々木暦を人間に戻すつもりだったのか。というものだった。キスショットはそもそも、最初から死ぬつもりだったのである。このままキスショットを殺すしかないのか、懊悩した暦はメメに呼びかけ、皆が不幸にならない方法を尋ねるが、返ってきたのは、そんなものはないという答えだった。だがそれに続くように、メメは皆が不幸になる方法を提示する。それは、暦がキスショットが死ぬ寸前まで彼女の血を吸うことで、キスショットを吸血鬼もどきの人間のごとき存在に、阿良々木暦を人間のごとき吸血鬼のような存在になり、人間は吸血鬼が存在するというリスクを残し続けるという選択。阿良々木暦は忍野メメの提示したその案を実行に移し、キスショットと殺し合う。
暦がキスショットを瀕死まで追い詰めてなお生かしたことで暦は人間もどきに、キスショットは吸血鬼もどきになり、彼ら二人の傷物の関係は春休みの後（『化物語』以降）も続いていくこととなるのであった。

## 登場キャラクター
「声」は劇場アニメにおける担当声優。
阿良々木 暦（あららぎ こよみ）
声 - 神谷浩史
私立直江津高校に通う男子学生。「友達を作ると、人間強度が下がる」という理由で友達を作らずにいたが、羽川翼と出会い友達になる。瀕死の吸血鬼のキスショットを助けたことで、その眷属となってしまう。
羽川 翼（はねかわ つばさ）
声 - 堀江由衣
直江津高校に通う女子生徒。優等生で1年の時も2年の時も委員長をしていた。眼鏡をかけており、後ろ1本の三つ編みをしていたが、後に後ろ2本の三つ編みとなる。
キスショット・アセロラオリオン・ハートアンダーブレード
声 - 坂本真綾
金髪で美しい外見をした女吸血鬼。怪異を殺すことのできる吸血鬼の希少種。吸血鬼狩りの3人組に敗れ、瀕死の重傷を負っていたところを暦に助けられ、九死に一生を得る。
ドラマツルギー
声 - 江原正士
吸血鬼狩りを行う吸血鬼。筋骨隆々の体を持ち、キスショットから右足を奪った男。
エピソード
声 - 入野自由
巨大な十字架を武器として使うヴァンパイア・ハンター。吸血鬼と人間のハーフで白ランに三白眼の男。キスショットから左足を奪った。
ギロチンカッター
声 - 大塚芳忠
吸血鬼退治を専門にしている人間。とある宗教の大司教。キスショットから両腕を奪った男。
忍野メメ（おしの メメ）
声 - 櫻井孝宏
怪異を専門にしている放浪人。バランスを取ることを信条としていて、吸血鬼退治の3人組と暦の間の交渉人となる。
阿良々木火憐（あららぎ かれん）、阿良々木月火（あららぎ つきひ）
暦の妹たち。いつも寝坊する暦を起こしている。なお、本作中では二人とも一度も名前を呼ばれておらず、直接の登場場面はない。

## 既刊一覧

### 小説
- 西尾維新（著） / VOFAN（イラスト） 『傷物語』 講談社〈講談社BOX〉、2008年5月7日第1刷発行（5月8日発売[2]）、ISBN 978-4-06-283663-0
  - 「涜葬版」2015年12月22日発行（12月23日発売[1]）、ISBN 978-4-06-219948-3

### アニメ関連書籍
- 『映画「傷物語」ビジュアルブック』2016年7月28日発売[3]、ISBN 978-4-06-220174-2
- 『映画「傷物語」ビジュアルブック PART2』2017年1月14日発売[4]、ISBN 978-4-06-220430-9
- 『映画「傷物語」COMPLETE GUIDE BOOK』2017年11月28日発売[5]、ISBN 978-4-06-220665-5

## 劇場アニメ
『化物語』のBD/DVDの最終巻が発売された2010年7月26日、公式サイトにて『傷物語』のアニメ化が正式発表され、刀を構えるキスショットのイラストがキービジュアルとして発表された。
発表当初は『化物語』・『刀語』に続く西尾維新アニメプロジェクト第3弾とされていたが、2012年1月から『偽物語』が、同年12月31日に『猫物語（黒）』が、2013年7月からは『〈物語〉シリーズ セカンドシーズン』が、2014年12月31日に『憑物語』が、2015年10月からは『終物語』が放送され、順番が入れ替わった。
今までのカット場面では「HGP明朝B」の漢字で表記されていたが、この作品では漢字ではなく英語で表記されている。
2015年10月4日に放送された『終物語』第1話の放送後に全三部作として制作されることが発表され、〈I 鉄血篇〉は2016年1月8日、〈II 熱血篇〉は同年8月19日、〈III 冷血篇〉は2017年1月6日に公開された。
前述の全三部作を総集編として再構成し、新たに一つの物語として描いた『傷物語 -こよみヴァンプ-』が2024年1月12日にアニプレックス配給で公開された。
内容的には〈I 鉄血篇〉は暦と怪異との出会い、〈II 熱血篇〉は暦の死闘、〈III 冷血篇〉は暦と怪異の別れが描かれた。

### スタッフ
三部作
- 原作 - 西尾維新（講談社BOX）
- キャラクター原案 - VOFAN
- 総監督 - 新房昭之
- 監督・絵コンテ - 尾石達也
- 脚本構成 - 東冨耶子、新房昭之
- 脚本制作 - 木澤行人、中本宗応
- キャラクターデザイン - 渡辺明夫、守岡英行
- 総作画監督 - 守岡英行、山村洋貴
- 色彩設計 - 日比野仁
- 美術設定 - 武内宣之
- 美術監督 - 飯島寿治
- CGディレクター - 高野慎也、設楽友久
- 撮影監督 - 会津孝幸（鉄血篇・熱血篇）、加藤道哉（冷血篇）
- 編集 - 松原理恵
- 音響監督 - 鶴岡陽太
- 音楽 - 神前暁
- 音楽プロデューサー - 山内真治
- プロデューサー - 岩上敦宏、松下卓也、久保田光俊
- 制作プロデューサー - 行永卓生、松永康佑
- アニメーション制作 - シャフト
- 製作 - アニプレックス、講談社、シャフト
- 配給 - 東宝映像事業部

総集編
- 原作 - 西尾維新
- 監督・脚本 - 尾石達也
- キャラクターデザイン - 守岡英行
- 音響監督 - 鶴岡陽太
- 音楽 - 神前暁
- アニメーション制作 - シャフト
- 配給 - アニプレックス

### 主題歌
〈I 鉄血篇〉では無し。
「étoile et toi」
クレモンティーヌによるII 熱血篇エンディングテーマ。作詞はmeg rock、作曲は神前暁、編曲は神前暁・高田龍一。
「étoile et toi [édition le blanc]」
Clementine&AinhoaによるIII 冷血篇エンディングテーマ。作詞はmeg rock、作曲は神前暁、編曲は高田龍一。

### 各話リスト
| 話数 | サブタイトル | 演出               | 作画監督                         | 公開日        |
| ---- | ------------ | ------------------ | -------------------------------- | ------------- |
| I    | 鉄血篇       | 尾石達也、鈴木利正 | 守岡英行、山村洋貴               | 2016年 1月8日 |
| II   | 熱血篇       | 宮本幸裕           | 大梶博之、滝山真哲               | 8月19日       |
| III  | 冷血篇       | 鈴木利正、宮本幸裕 | 岩崎たいすけ、小堺能夫、大梶博之 | 2017年 1月6日 |

### 来場特典
公開初日から、西尾維新による書き下ろし小説『混物語』を来場特典として配布。〈物語〉シリーズと西尾維新による別シリーズのキャラクターとのコラボレーション企画で、〈I 鉄血篇〉では週替わり4編が配布され、5週目からは渡辺明夫による描き下ろしデザインのポストカードが配布された。
1. 第忘話 きょうこバランス（忘却探偵シリーズ）
2. 第強話 じゅんビルド（最強シリーズ）
3. 第法話 のみルール（伝説シリーズ）
4. 第眼話 まゆみレッドアイ（美少年シリーズ）

〈II 熱血篇〉でも、公開初日から『混物語』を来場特典として配布。週替わり4編が配布され、5週目からは渡辺明夫による描き下ろしデザインのポストカードが配布された。
1. 第病話 くろねこベッド（世界シリーズ）
2. 第血話 りすかブラッド（りすかシリーズ）
3. 第刀話 ひていクリア（刀語シリーズ）
4. 第殺話 いおりフーガ（人間シリーズ）

〈III 冷血篇〉でも、公開初日から『混物語』を来場特典として配布。週替わり4編が配布され、5週目は複製原画入りクリアファイル、6週目は守岡英行による描き下ろしデザインのポートレートが配布された。
1. 第軍話 しおぎレンジャー（戯言シリーズ）
2. 第招話 あかりトリプル（戯言シリーズ）
3. 第喰話 りずむロックン（戯言シリーズ）
4. 第大話 みここコミュニティ（戯言シリーズ）

2019年2月9日には、上記12編に書き下ろし3編を加えた単行本版『混物語』が発売された。
1. 第英話 くうインビジブル（悲鳴伝）
2. 第騙話 らいルーレット（美少年シリーズ）
3. 第終話 まごころフィニッシャー（戯言シリーズ）

### 興行成績
〈I 鉄血篇〉は全国108館で公開され、2016年1月9日・10日の初週土日2日間で動員13万1973人、興収1億7705万8000円に達し、全国映画動員ランキング（興行通信社調べ）3位を記録。3月末時点では動員60万人、興収8億円以上を記録している。また、日本でのヒットを受けてドイツやフランスの主要都市で上映会や劇場公開が、2月26日からは全米30館以上でも公開された。最終興収は8億2000万円。
〈II 熱血篇〉は全国117館で公開され、初日を含む3日間の動員が14万8200人、興収1億9605万1200円に達し、全国映画動員ランキング8位を記録。
〈III 冷血篇〉は全国118館で公開され、全国映画動員ランキングで初登場9位を記録し、1月7日から8日の2日間で興収8671万8100円に達した。最終興収は4億円。

### BD / DVD
| 巻         | 発売日         | 規格品番     | 規格品番   | 規格品番   | コメンタリー           | 限定版付属CD             |
| 巻         | 発売日         | BD限定版     | BD通常版   | DVD通常版  | コメンタリー           | 限定版付属CD             |
| ---------- | -------------- | ------------ | ---------- | ---------- | ---------------------- | ------------------------ |
| I 鉄血篇   | 2016年7月27日  | ANZX-12201/2 | ANSX-12201 | ANSB-12201 | キスショット、忍野メメ | 劇伴音楽集 其ノ壹 鉄血篇 |
| II 熱血篇  | 2016年12月21日 | ANZX-12203/4 | ANSX-12203 | ANSB-12203 | キスショット、羽川翼   | 劇伴音楽集 其ノ貳 熱血篇 |
| III 冷血篇 | 2017年7月12日  | ANZX-12205/6 | ANSX-12205 | ANSB-12206 | 羽川翼、忍野メメ       | 劇伴音楽集 其ノ參 冷血篇 |
| 総集編     | 2024年7月24日  | ANZX-14058/9 | N/A        | N/A        |                        | 劇伴音楽集               |

## 『化物語』内アニメ
2009年に放映されたアニメ『化物語』の初回冒頭のシーンで『傷物語』のストーリーが90秒のダイジェストで描かれた。このために『化物語』本編には登場しないキスショットやエピソードらのキャラクターデザインも起こされている。『化物語』の冒頭にこのシーンを持ってきたのは大きなインパクトを与えるためとされており、阿良々木暦役の声優の神谷浩史も驚いたと語っている。

## 傷物語VR
『傷物語VR』（きずものがたりブイアール）は映画『傷物語』完結を記念して2017年7月21日よりPlayStation Storeで配信されたPlayStation 4（PlayStation VR専用）ソフト。プレイヤーはキスショットと一緒に学習塾後の廃墟で、『傷物語』を振り返るという内容。

## 経緯
- 2008年2月4日 - パンドラに掲載。
- 2008年5月4日 - 単行本『傷物語』発売。
- 2010年7月26日 - 『化物語』のBD/DVDの最終巻が発売された2010年7月26日、公式サイトにて『傷物語』のアニメ化が正式発表され、刀を構えるキスショットのイラストがキービジュアルとして発表された。
- 2011年3月31日 - アニメ公式サイトで、劇場映画として2012年公開予定であることが発表された。前作『化物語』同様にアニプレックス、シャフトが制作に関わる。
- 2011年9月15日 - アニメ『傷物語』公式サイトが開設され、トレーラー第1弾が公開された。
- 2012年4月上旬 - 講談社が配布した「西尾通信」では同年内の公開が難しいとして、延期を示唆。公式サイトの「2012年劇場公開」の記述も「劇場公開」に変わっている。
- 2015年10月4日 - 『終物語』第1話の放送後に全三部作として制作されることが発表された。
- 2016年1月8日 - 「傷物語I 鉄血篇」封切り。
- 2016年8月19日 - 「傷物語II 熱血篇」封切り。
- 2017年1月2日 - AbemaTVの「アニメ24チャンネル」にて22:00から「傷物語I 鉄血篇」を配信し、本編終了後の23:10から「傷物語II 熱血篇」のダイジェスト版も配信された。
- 2017年1月6日 - 「傷物語III 冷血篇」封切り[20]。
- 2017年5月7日 - AbemaTVの「アニメ24チャンネル」にて22:00から「傷物語I 鉄血篇」と「傷物語II 熱血篇」が一挙配信された。
- 2017年7月21日 - PlayStation Storeにて『傷物語VR』配信開始。
- 2017年10月21日 - AbemaTVの「アニメ24チャンネル」にて19:00から全三部作が一挙配信された。